# Justin Turner (cestista)
Justin Rafael Turner (Detroit, 12 marzo 1998) è un cestista statunitense.